# Edward Farquhar Buzzard
Pour les articles homonymes, voir Buzzard.
Edward Farquhar Buzzard, né le 20 décembre 1871 à Londres et mort le 17 décembre 1945 est un neurologue et neuropathologiste britannique.

## Biographie
Il est le fils de Thomas Buzzard, lui-même neurologue. Il suit les cours du Christ Church College d'Oxford et étudie la médecine au St Thomas' Hospital de Londres où il obtient sa qualification en 1898. Il poursuit sa formation auprès de son père Thomas Buzzard et de John Hughlings Jackson qu'il connait depuis son enfance. Il devient médecin consultant au National Hospital for Epilepsy and Paralysis à Queen Square. Il occupera ensuite différents postes comme celui de chargé de cours au Royal Free Hospital ou celui de médecin au Belgrave Hospital for Children. En 1910, il entre au St Thomas' Hospital où il restera jusqu'en 1926, date de sa nomination comme Regius Professor de médecine à Oxford.
Chasseur et pêcheur, il épouse May Bliss, fille d'Edward Bliss, le 21 mars 1899. Le couple a cinq enfants, deux garçons Anthony et Teddy et trois filles (Margaret (Gardiner-Hill), Sylvia et Bella (Acworth).

## Honneurs et distinctions
Buzzard est fait chevalier commandeur de l'ordre royal de Victoria (KCVO) en 1927 et 1er baronnet de Munstead Grange dans la paroisse of Godalming (Surrey). Il est médecin attitré des souverains George V de 1932 à 1936 et Édouard VIII en 1936 et médecin extraordinaire de George VI en 1937. Il est membre de nombreuses sociétés savantes comme l'Association des neurologues britanniques (Association of British Neurologists, ABN), la Société royale de médecine (Royal Society of Medicine, RSM), la British Medical Association (BMA) (dont il est président en 1936 et 1937), et l' Association of Physicians. Il est aussi président du Collège royal de médecine. Il est lauréat de la médaille Osler en 1940. 
En 1935, il est avec le chirurgien Hugh Cairns (1896-1952) l'un des médecins appelés au chevet de TE Lawrence après l'accident de moto qui lui sera fatal.